# Премія «Золота дзиґа» найкращому операторові-постановнику
Премія «Золота дзиґа» найкращому операторові-постановнику — одна з кінематографічних нагород, яку надає Українська кіноакадемія в рамках Національної кінопремії «Золота дзиґа». Її присуджують найкращому кінооператорові-постановнику фільму українського виробництва, починаючи з церемонії Першої національної кінопремії 2017 року.
Першим переможцем у цій номінації стали оператори Микита Кузьменко та Олександр Поздняков за роботу над фільмом «Жива ватра» (реж. Остап Костюк). Премію на церемонії Першої національної кінопремії, що відбулася 20 квітня 2017 року вручив переможцю член Правління Української кіноакадемії, режисер, сценарист та кінооператор Валентин Васянович.

## Переможці та номінанти
Нижче наведено список лауреатів, які отримали цю премію, а також номінанти. ★ Імена переможців виділені окремим кольором

## 2010-ті
| Церемонії   | Оператор(и)                             | Фільм               | Режисер(и)                  |
| ----------- | --------------------------------------- | ------------------- | --------------------------- |
| 1-ша (2017) | ★ Микита Кузьменко, Олександр Поздняков | «Жива ватра»        | Остап Костюк                |
| 1-ша (2017) | • Ярослав Пілунський                    | «Кров'янка»         | Аркадій Непиталюк           |
| 1-ша (2017) | • Анатолій Химич                        | «Головна роль»      | Сергій Буковський           |
| 1-ша (2017) | • Олексій Цвєлодуб                      | «Полон»             | Анатолій Матешко            |
| 2-га (2018) | ★ Валентин Васянович                    | «Рівень чорного»    | Валентин Васянович          |
| 2-га (2018) | • Юрій Король                           | «Кіборги»           | Ахтем Сеїтаблаєв            |
| 2-га (2018) | • Олександр Рощин                       | «Припутні»          | Аркадій Непиталюк           |
| 3-тя (2019) | ★ Сергій Михальчук                      | «Дике поле»         | Володимир Яценко            |
| 3-тя (2019) | • Юрій Король                           | «Шляхетні волоцюги» | Олександр Березань          |
| 3-тя (2019) | • Слава Цвєтков                         | «Брама»             | Володимир Тихий             |
| 4-та (2020) | ★ Вадим Ільков                          | «Вулкан»            | Роман Бондарчук             |
| 4-та (2020) | • Юрій Король                           | «Захар Беркут»      | Джон Вінн, Ахтем Сеїтаблаєв |
| 4-та (2020) | • Антон Фурса                           | «Додому»            | Наріман Алієв               |

## 2020-ті
| Церемонії    | Оператор(и)              | Фільм                           | Режисер(и)               |
| ------------ | ------------------------ | ------------------------------- | ------------------------ |
| 5-та (2021)  | ★ Валентин Васянович     | «Атлантида»                     | Валентин Васянович       |
| 5-та (2021)  | • Володимир Іванов       | «Погані дороги»                 | Наталія Ворожбит         |
| 5-та (2021)  | • В'ячеслав Цвєтков      | «Земля блакитна, ніби апельсин» | Ірина Цілик              |
| 2022         | не проводилась           | не проводилась                  | не проводилась           |
| 6-та (2022)* | ★ В'ячеслав Цвєтков      | «Цей дощ ніколи не скінчиться»  | Аліна Горлова            |
| 6-та (2022)* | • Юрій Король            | «Ми є. Ми поруч»                | Роман Балаян             |
| 6-та (2022)* | • Михайло Любарський     | «Терикони»                      | Тарас Томенко            |
| 6-та (2022)* | • Олександр Рощин        | «Стоп-Земля»                    | Катерина Горностай       |
| 7-ма (2023)  | ★ Микита Кузьменко       | «Памфір»                        | Дмитро Сухолиткий-Собчук |
| 7-ма (2023)  | • Святослав Булаковський | «Клондайк»                      | Марина Ер Горбач         |
| 7-ма (2023)  | • Валентин Васянович     | «Відбриск»                      | Валентин Васянович       |
| 8-ма (2024)  | ★ Сергій Михальчук       | «Довбуш»                        | Олесь Санін              |
| 8-ма (2024)  | • Володимир Іванов       | «Шттл»                          | Аді Волтер               |
| 8-ма (2024)  | • Сергій Михальчук       | «Я, Ніна»                       | Марися Нікітюк           |
| 8-ма (2024)  | • Володимир Усик         | «Ля Палісіада»                  | Філіп Сотниченко         |